# Đặng Thị Kim Liên (Đà Nẵng)
Đặng Thị Kim Liên (sinh ngày 14 tháng 11 năm 1966) là nữ chính trị gia người Việt Nam. Bà từng giữ chức vụ Ủy viên Ban Thường vụ Thành ủy, Chủ tịch Ủy ban Mặt trận Tổ quốc Việt Nam thành phố Đà Nẵng nhiệm kì 2019-2024.

## Tiểu sử
Đặng Thị Kim Liên sinh năm 1966, quê quán tại xã Hòa Tiến, huyện Hòa Vang, thành phố Đà Nẵng.
Bà có trình độ chuyên môn là Thạc sĩ quản lí giáo dục, là đảng viên Đảng Cộng sản Việt Nam.
Bà từng giữ chức vụ Chủ tịch Liên đoàn Lao động thành phố Đà Nẵng.
Ngày 8 tháng 3 năm 2016, tại Hội nghị (bất thường) Ủy ban MTTQ Việt Nam thành phố Đà Nẵng, 100% Ủy viên Ủy ban MTTQ Việt Nam (có mặt) đã bầu bổ sung bà Đặng Thị Kim Liên, Ủy viên Ban Thường vụ Thành ủy, Chủ tịch Liên đoàn Lao động thành phố, Bí thư Đảng đoàn Ủy ban MTTQ Việt Nam thành phố Đà Nẵng, giữ chức vụ Phó Chủ tịch Ủy ban Mặt trận Tổ quốc Việt Nam thành phố Đà Nẵng.
Ngày 24 tháng 6 năm 2016, Ban thường trực Ủy ban Mặt trận Tổ quốc Việt Nam thành phố Đà Nẵng khóa X nhiệm kỳ 2014-2019 đã hiệp thương bầu bà Đặng Thị Kim Liên, Phó Chủ tịch Ủy ban Mặt trận Tổ quốc Việt Nam thành phố Đà Nẵng, giữ chức vụ Chủ tịch Ủy ban Mặt trận Tổ quốc Việt Nam thành phố Đà Nẵng thay ông Nguyễn Mạnh Hùng nghỉ hưu theo chế độ.
Ngày 10 tháng 5 năm 2019, Đại hội Đại biểu Mặt trận Tổ quốc Việt Nam thành phố Đà Nẵng lần thứ XI, nhiệm kỳ 2019-2024 đã khai mạc. Bà Đặng Thị Kim Liên tiếp tục được bầu làm Chủ tịch Ủy ban Mặt trận Tổ quốc Việt Nam thành phố Đà Nẵng.